# Maria Apollonia Pedrazzini
Maria Apollonia Pedrazzini, née en 1693 et morte le 25 janvier 1766, est une figure catholique importante de la famille Pedrazzini après la mort de son mari.
En 1719, par le biais d'une généreuse dot fournie par son père, Maria s'unit en mariage à Michele Pedrazzini, issu d'une prestigieuse famille de marchands, formalisant ainsi une alliance entre les Franzoni, de l'élite sédentaire, et la bourgeoisie marchande.
En 1736, veuve sans héritier, elle obtient l'usufruit d'un riche patrimoine. Avec l'aide de sa famille et une gestion active de ses biens, se distingue par sa générosité envers des œuvres religieuses, confirmée par son testament, lui valant admiration et influence jusqu'à sa mort. 
Ces gestes de générosité illustrent une stratégie rare pour les veuves et femmes influentes alpines d'accéder à un pouvoir non officiel.

### Origines et famille
Maria Apollonia Pedrazzini naît en 1693 à Cevio. Elle est la troisième fille du banneret Carlo Francesco Franzoni, de Cevio, et de Giovanna Lamberti, de Campo. 

### Mariage arrangé avec la bourgeoisie marchande
Son père la marie à Michele Pedrazzini, fils cadet de son cousin Gaspare et membre éminent de la famille de marchands de Campo. 
En 1719, son père verse une dot considérable de 1000 écus, ce qui reflète l'estime portée à la famille de l'époux et l'intérêt de l'élite sédentaire, dont font partie les Franzoni, pour établir une alliance avec la bourgeoisie marchande.

### Usufruitière d'un riche patrimoine
En 1736, à la suite du décès de son époux sans laisser d'héritier, Maria Apollonia Pedrazzini est nommée usufruitière d'un patrimoine conséquent.
En 1758, une réévaluation des possessions révèle qu'elle bénéficie d'un supplément à sa dot sous forme d'un héritage foncier à Campo : elle reçoit l'attribution des étendues de terre considérables du banneret Franzoni. Bien qu'elle ne puisse pas prétendre à des droits sur l'entreprise Pedrazzini à Kassel, sa fortune s'enrichit de terrains situés dans une commune alpine, au val Maggia et près de Locarno, ainsi que d'une multitude de créances.

### Administratrice de son patrimoine
Pour l'administration de son patrimoine, Maria Apollonia Pedrazzini bénéficie initialement du soutien de son frère cadet et curateur, Carlo Antonio Franzoni, le banneret qui agit également comme exécuteur testamentaire de son époux décédé, avant de recevoir l'aide de son neveu, Michele Pedrazzini. D'autres membres de la famille Pedrazzini contribuent également, en son nom, à la préparation d'inventaires, à la réclamation d'intérêts et à l'investissement de capitaux.
Son écriture apparait sur les documents liés à la collecte des loyers révèle sa compétence rédactionnelle et son engagement actif dans la gestion de ses biens. 
Pendant ses trente ans de veuvage, jusqu'à son décès en 1766, Maria Apollonia Pedrazzini est admirée et exerce une influence considérable. Elle réalise des contributions significatives à plusieurs confréries et établissements religieux, un acte de générosité clairement souligné dans son testament.

### Mort
Maria Apollonia Pedrazzini meurt le 25 janvier 1766 à Campo (Vallemaggia).

### Fonds d'archives
- Archivio di Stato del Cantone Ticino, Bellinzone, Archivio delle Famiglie Pedrazzini di Campo Vallemaggia.